# Sarina Bolden
Sarina Isabel Calpo Bolden (* 30. Juni 1996 in Santa Clara, Kalifornien) ist eine in den USA geborene philippinische Fußballspielerin.

## Karriere

### Vereine
In ihrer Zeit am College spielte sie von 2015 bis 2018 bei den Loyola Marymount Lions. Für die Saison 2019 wechselte sie dann nach Schweden zu Sandvikens IF. Nach einem Jahr hier folgte dann Anfang 2020 ihr Wechsel zum Hang Yuan FC aus der Republik China. Nach hier erneut einem Jahr kehrte sie dann in die USA zurück und schloss sich den San Francisco Nighthawks in der WPSL an. Bereits im Juni des Jahres 2021 wechselte sie dann nach Japan, wo sie bei dem WE-League-Klub Elfen Saitama unterschrieb.
Im Dezember 2022 löste sie ihren Vertrag in Japan auf und schloss sich in Australien den Western Sydney Wanderers an, wo sie bis heute auch noch spielt.

### Nationalmannschaft
Durch ihre Leistungen in ihrer College-Mannschaft wurde sie im April 2017 zu einem Trainingslager der US-amerikanischen U-23-Mannschaft eingeladen. Später im Jahr erhielt sie aber auch Aufmerksamkeit vom philippinischen Nationaltrainer und wurde später für den finalen Kader bei der Asienmeisterschaft 2018 nominiert. Hier kam sie im ersten Gruppenspiel dann auch gleich zu ihrem Länderspieldebüt.
Auch bei der Asienmeisterschaft half sie ihrer Mannschaft dann und zog mit ihr erstmals in der Geschichte ins Halbfinale ein. Dies qualifizierte ihre Mannschaft dann auch für die Weltmeisterschaft 2023. Im zweiten Vorrundenspiel der Weltmeisterschaft gegen die neuseeländische Nationalmannschaft gelang ihr der erste Treffer für die Philippinen bei einer Weltmeisterschaft, als sie per Kopfball zum 1:0-Erfolg traf. Damit war sie direkt am ersten Sieg bei einem Weltmeisterschaftsendrundenspiel beteiligt.